# Сукльом
Сукльо́м (рос. Суклём) — присілок у складі Упоровського району Тюменської області, Росія.
Населення — 32 особи (2010, 45 у 2002).
Національний склад станом на 2002 рік:
- росіяни — 100 %